# Episodi di Teen Titans (quinta stagione)
La quinta e ultima stagione della serie televisiva a cartoni animati Teen Titans è stata trasmessa da Cartoon Network negli Stati Uniti d'America tra il 2005 e il 2006. In Italia è stata trasmessa in Prima TV dal 3 al 19 luglio 2017. Inizialmente questa stagione in Italia fu prevista per il 2007, ma non fu mai trasmessa ed è rimasta inedita fino al 2017, dieci anni più tardi, quando Cartoon Network ha cominciato a trasmetterla utilizzando il cast di doppiatori della serie Teen Titans Go!.
| n° | Titolo originale   | Titolo italiano                | Prima TV USA      | Prima TV ITA   |
| -- | ------------------ | ------------------------------ | ----------------- | -------------- |
| 1  | Homecoming: Part 1 | Ritorno a casa (prima parte)   | 24 settembre 2005 | 3 luglio 2017  |
| 2  | Homecoming: Part 2 | Ritorno a casa (seconda parte) | 1 ottobre 2005    | 4 luglio 2017  |
| 3  | Trust              | Energon è nei guai             | 8 ottobre 2005    | 5 luglio 2017  |
| 4  | For Real           | Nuovi Titans in città          | 15 ottobre 2005   | 6 luglio 2017  |
| 5  | Snowblind          | Accecati dalla neve            | 29 ottobre 2005   | 7 luglio 2017  |
| 6  | Kole               | La ragazza cristallo           | 5 novembre 2005   | 10 luglio 2017 |
| 7  | Hide and Seek      | Nascondino                     | 12 novembre 2005  | 11 luglio 2017 |
| 8  | Lightspeed         | Veloce come il vento           | 3 dicembre 2005   | 12 luglio 2017 |
| 9  | Revved Up          | Andare su di giri              | 10 dicembre 2005  | 13 luglio 2017 |
| 10 | Go!                | La nascita dei Teen Titans     | 17 dicembre 2005  | 14 luglio 2017 |
| 11 | Calling All Titans | La cattura del Re              | 7 gennaio 2006    | 17 luglio 2017 |
| 12 | Titans Together    | Titans insieme                 | 14 gennaio 2006   | 18 luglio 2017 |
| 13 | Things Change      | Un nuovo nemico                | 16 gennaio 2006   | 19 luglio 2017 |

## Nascondino
Mentre Cyborg, Stella Rubia, Robin e Beast Boy sono occupati in una battaglia, Corvina deve proteggere tre giovani superumani dal malvagio gorilla parlante mandato ad ucciderli dalla Confraternita del Male.

## Veloce come il vento
Mentre i Teen Titans sono fuori città, gli Hive F.I.V.E (Iella, Coso, Mammoth, See-More e Billy Numerous) cercano di catturare il supereroe Kid Flash per attirare su di loro le attenzioni della Confraternita del Male.